# Chavannes-sur-l'Étang
Chavannes-sur-l'Étang är en kommun i departementet Haut-Rhin i regionen Grand Est (tidigare regionen Alsace) i nordöstra Frankrike. Kommunen ligger i kantonen Dannemarie som tillhör arrondissementet Altkirch. År 2022 hade Chavannes-sur-l'Étang 655 invånare.

## Befolkningsutveckling
Antalet invånare i kommunen Chavannes-sur-l'Étang
| Referens: INSEE |